# Монголия на зимних Олимпийских играх 1998
Монголия принимала участие в Зимних Олимпийских играх 1998 года в Нагано (Япония) во девятый раз за свою историю, но не завоевала ни одной медали. Сборную представляли три спортсмена: два шорт-трекиста и лыжник.

## Результаты

### Лыжные гонки
Мужчины
| Спортсмен           | Дисциплина               | Результат | Результат |
| Спортсмен           | Дисциплина               | Время     | Место     |
| ------------------- | ------------------------ | --------- | --------- |
| Дашзэвэгийн Очирсух | 10 км классический стиль | 39:38.6   | 90        |

### Шорт-трек
Мужчины
| Спортсмен          | Дистанция | Первый раунд | Первый раунд | Четвертьфинал        | Четвертьфинал        | Полуфинал            | Полуфинал            | Финал                | Финал                |
| Спортсмен          | Дистанция | Время        | Место        | Время                | Место                | Время                | Место                | Время                | Место                |
| ------------------ | --------- | ------------ | ------------ | -------------------- | -------------------- | -------------------- | -------------------- | -------------------- | -------------------- |
| Баттулгын Октябрь  | 500 м     | 50.466       | 4            | Завершил выступления | Завершил выступления | Завершил выступления | Завершил выступления | Завершил выступления | Завершил выступления |
| Болдын Сансарбилэг | 1000 м    | 1:39.313     | 4            | Завершил выступления | Завершил выступления | Завершил выступления | Завершил выступления | Завершил выступления | Завершил выступления |